# Margarethe von Reinken

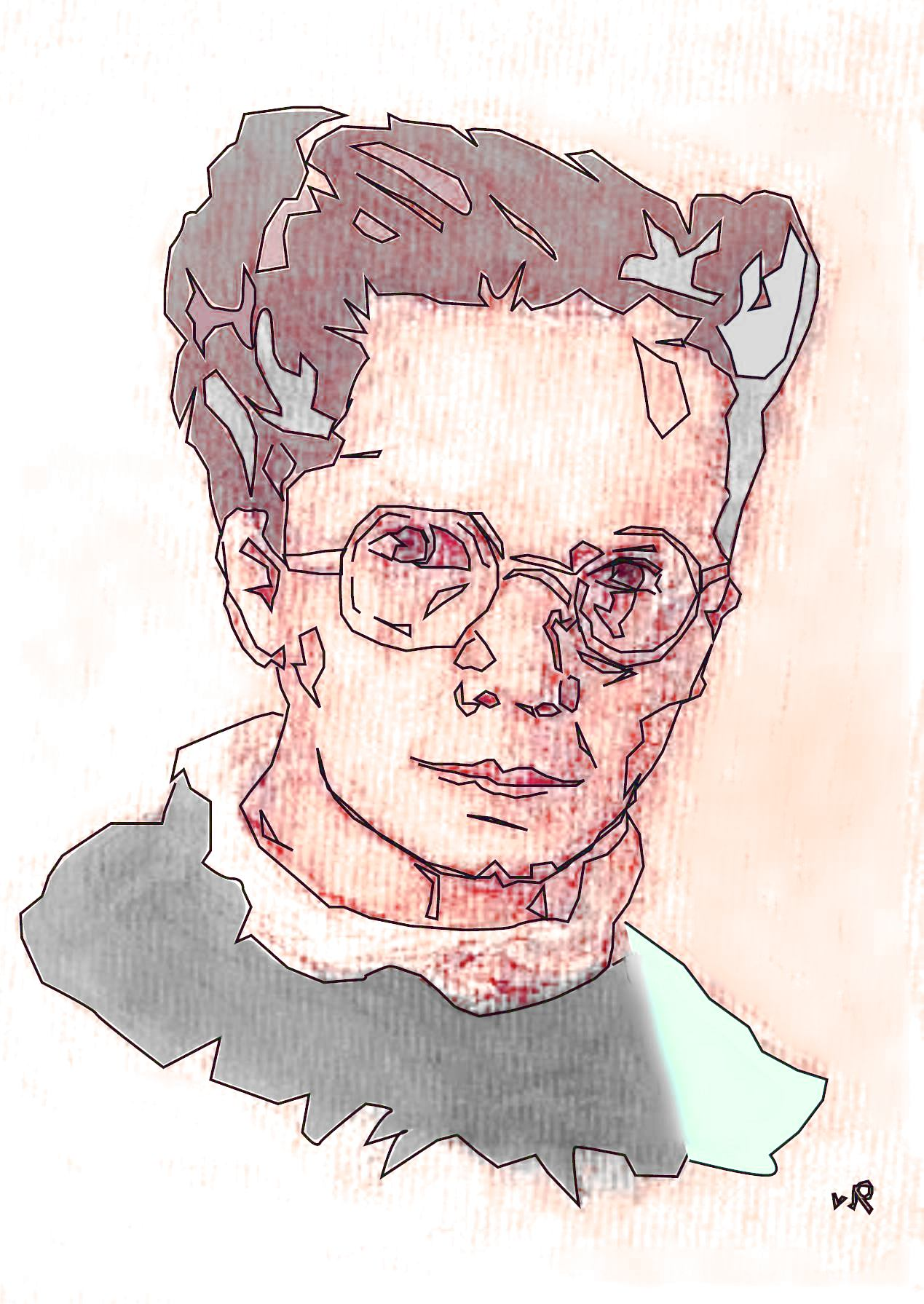
Margarethe von Reinken, Selbstporträt 1920

Margarethe Diederike von Reinken (* 27. März 1877 in Bremen; † 20. Januar 1962 Bremen) war eine deutsche Malerin. Sie wurde als Malerin von Stillleben, Landschaften und Porträts bekannt.

## Biografie

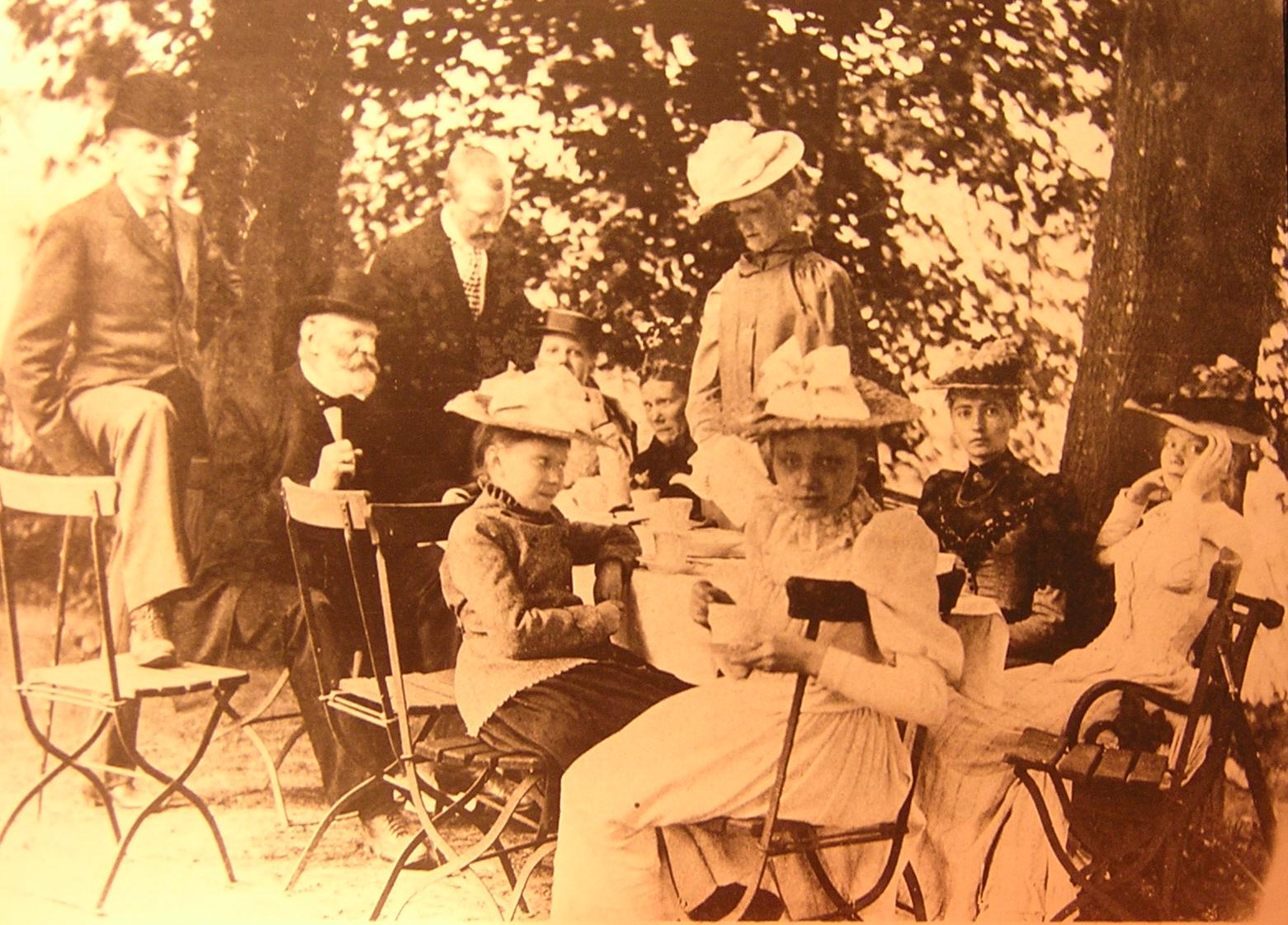
Margarethe (vorn, blickt in die Kamera) im Kreise der Familie, 1890

### Familie
Von Reinken, als jüngstes von acht Kindern der Kaufmannsfamilie von Reinken geboren, wuchs in Bremen auf. Sie wohnte längere Zeit in der Schwachhauser Heerstraße Nr. 264. Sie war die Tante der Kulturredakteurin und Autorin Liselotte von Reinken (1911–2005), die 19 Jahre lang bei Radio Bremen tätig war und deren Biographie über Paula Modersohn-Becker 2007 neu aufgelegt wurde.

### Ausbildung und Malerei
Die Malerei erlernte sie an der damals im Zuge der künstlerischen Frauenemanzipation neu gegründeten Karlsruher Malerinnenschule bei Friedrich Fehr, sowie um 1900 bei Fritz Overbeck und bei Heinrich Vogeler in der Künstlerkolonie Worpswede, in der zeitgleich auch Paula Modersohn-Becker tätig war. Um 1901/1902 malte sie einige Ölbilder der Landschaft um Worpswede. Außerdem stand sie mit manchen Künstlern in näherem Kontakt, unter anderen August Tölken und Toni Elster, mit der sie 1924 an einer Kollektivausstellung in der Kunsthalle Bremen teilnahm. Der Bildhauer Tölken (1892–1975) schuf um 1925 eine Bronzebüste von Margarethe von Reinken, die 1994 in der Kunsthalle Bremen ausgestellt war und noch heute im Depot aufbewahrt wird.
Offenkundig besuchte sie um 1926/1929 ihre ältere Schwester, Daniela von Reinken, damals bereits Mutter des späteren Mannes von Lilo Ramdohr, Carl G. Fürst, und seiner Schwester, ebenfalls mit dem Namen Margarethe, nach deren Auswanderung und reiste dabei mitunter auf den Passagierschiffen Bremen und Sierra Ventana nach Brasilien. Hier fertigte sie 1926 die Gemälde Bucht von Rio, Rio von meinem Fenster aus sowie die Skizze Bergstudie (Rio) und andere Werke, die sich heute im Besitz der Familie in São Paulo befinden. Um 1930 wohnte Margarethe von Reinken im Landhaus Horn und konnte ein Atelier im benachbarten Haus der Magdalene Thimme nutzen. Im Jahr 1930 ist sie bei einer frühen Ausstellung der GEDOK Bremen vertreten. Damals waren Frauen in der Malerei noch stark unterrepräsentiert. Auch 1937 veranstaltete die GEDOK Bremen im Graphischen Kabinett anlässlich des sechzigsten Geburtstags Margarethe von Reinkens eine Kollektivschau. Um 1933/34, 1940 und 1949 sind zahlreiche weitere Werke entstanden, wobei eine exakte Datierung schwierig ist. Am 15. Oktober 1944 war Margarethe von Reinken, als Großtante, eine Taufpatin für die Tochter Lilo Ramdohrs in Aschersleben.
Zu ihrem siebzigsten Geburtstag im März 1947 hat die Kunsthalle Bremen Aquarelle der Margarethe von Reinken im Kupferstichkabinett ausgestellt. Dabei war am Eingang ein Korb aufgestellt, mit der Bitte an die Besucher, Feuerholz oder Briketts für die Künstlerin zu spenden.
Margarethe von Reinken führte bis zu ihrem Tod 1962 ein zurückhaltendes aber, ihres eigenen Talentes sicher, durchaus selbstbewusstes Leben in Bremen. Sie gab jungen Mädchen privaten Mal- und Zeichenunterricht, übernahm die Fürsorge für ihre Mutter und war Hausfreundin bei ihren zahlreichen Geschwistern und deren Nachkommen. Vom 24. April bis 5. Juni 1994 zeigte die Kunsthalle Bremen eine Gesamtausstellung ihrer Werke.

## Künstlerische Arbeit
Räumliche Ordnung und Struktur ihrer Landschaftsdarstellungen beherrschte Margarethe von Reinken mit schlafwandlerischer Sicherheit: „Alles Ungefähre oder Zufällige suchte sie aus ihrer Kunst fernzuhalten“. Auch als Zeichenlehrerin muss sie sich durch Strenge aber auch Warmherzigkeit ausgezeichnet haben. Die Porträts aus ihrer Hand zeugen von der großen künstlerischen Begabung, die zeitlebens keine gebührende Honorierung fand. Ihre Werke erscheinen jedoch, auch im Internet, häufig bei Kunstauktionen.

## Werke (Auswahl)
- Buchillustrationen in: Die Engelswiege: aus der geschriebenen Chronica des D. Bernardus Fabritius bremischen Bürgers. Hrsg. Bernhardine Schulze-Smidt, verlegt bei Carl Reissner, Dresden 1911 (Digitalisat Staats- und Universitätsbibliothek Bremen).
- Stillleben mit Calla und Äpfeln – 1914
- Fähre in Vegesack – 1925
- Im Schatten einer Baumgruppe

## Ausstellungen
- 1914: Werkbundausstellung Köln in Bereich Bremer Zimmer
- 1924: Kunsthalle Bremen
- 1925: Kunsthalle Bremen
- 1929: Kunsthalle Bremen
- 1937: Graphisches Kabinett Bremen; zum 60. Geburtstag
- 1942: Oldenburg
- 1947: Kunsthalle Bremen; zum 70. Geburtstag
- 1992: Overbeckstiftung Bremen
- 1994: Kunsthalle Bremen
- 2003: Ausstellung belladonna: Bremer Malweiber um 1900
- 2007: Kunststiftung Lilienthal